# Ісакій (Борискович)
Ісакій Бориско́вич  (р. н. невід. — 1641) — православний церковний і освітній діяч.

## Життєпис
Правдоподібно, походив з Волині. Певне, був монахом Києво-Печерської Лаври, пізніше — ігуменом Степанського монастиря, фундатором і меценатом якого був Василь Костянтин Острозький.
На основі документальних джерел, які не дійшли до нашого часу Грушевський припускав, що після Берестейської унії Львівський архієпископ Гедеон Балабан, який очолив як патріарший екзарх Київську митрополію, скерував Ісаакія Борисковича до Османської імперії. Петро Кралюк припускає, що ця поїздка санкціонувалася Василем-Костянтином Острозьким. В ході довготривалої поїздки Борискович побував у православних центрах, які були під владою Османської імперії в тому числі на Афоні.
На початку 17 ст. Василь Костянтин Острозький запросив його з двору патріарха Мелетія Пігаса повернутись до України.
Організатор та ігумен (1602) Дерманського монастиря. Згодом ігумен у Чернчицях, один з реорганізаторів Луцького Хрестовоздвиженського братства (1617 р.), співзасновник та викладач його школи.
В 1620 році — здобув привілей на Ставропігію Луцького братства у Єрусалимського патріарха Теофана.
1621 — висвячений останнім на єпископа Луцького і Острозького, але висвячення не визнав польський король Сигізмунд ІІІ Ваза. Благословив діяльність новозаснованої Києво-Могилянської колегії.
Брав участь у Київському соборі 1640 р., заступаючи митрополита Петра Могилу.